# Żerebyliwka (obwód winnicki)
Żerebyliwka (ukr. Жеребилівка) – wieś na Ukrainie, w obwodzie winnickim, w rejonie mohylowskim, nad Ladową. W 2001 roku liczyła 459 mieszkańców.
Wieś powstała w XV wieku na miejscu zrujnowanej przez Tatarów miejscowości o nazwie Hniwań.
W Żerebyliwce znajduje się cerkiew św. Mikołaja z 1807 roku.